# Oxyopes jacksoni
Oxyopes jacksoni es una especie de araña del género Oxyopes, familia Oxyopidae. Fue descrita científicamente por Lessert en 1915.
Habita en Tanzania, Malaui, Botsuana, Zimbabue y Sudáfrica.